# Poetas brumosos
Los poetas brumosos u oscuros (en chino simplificado, 朦胧诗人; pinyin, Ménglóng Shīrén) son un grupo de poetas chinos del siglo XX que reaccionaron contra las restricciones artísticas durante la Revolución cultural. 
Se les llama así también porque su obra ha sido denunciada oficialmente como "oscura", "neblinosa", o "difusa" (menglong shi). Pero según Gu Cheng, "la característica que define este nuevo tipo de poesía es su realismo -comienza con realismo objetivo pero deriva hacia un realismo subjetivo; se mueve desde una reacción pasiva hacia la creación activa."  El movimiento se centró inicialmente en la revista Jintian (en chino, 今天; pinyin, Jīntiān; literalmente, ‘Hoy’), que fue fundada por Bei Dao y Mang Ke y publicada desde 1978 hasta 1980, cuando fue prohibida.
Guo Lusheng está entre los primeros poetas de la generación zhiqing y fue una inspiración para varios de los poetas brumosos originales. Cinco importantes poetas brumosos, Bei Dao, Gu Cheng, Shu Ting, He Dong y Yang Lian, se exiliaron tras las protestas de la Plaza de Tiananmén de 1989. Jintian  fue editada de nuevo en Suecia en 1990 como un foro para escritores chinos expatriados.
La obra de los poetas brumosos tiene una fuerte influencia sobre las letras de la primera generación china de músicos de rock, en particular Cui Jian.

## Historia
Durante la Revolución cultural, Mao Tse-tung decretó ciertas exigencias culturales para la literatura y el arte en China. Según estas ideas, los escritores y los artistas debían formar un "ejército cultural" para educar a las masas y transmitirles valores revolucionarios. Toda forma artística por lo tanto era política y no existe el "arte por el arte". Según estas exigencias, la poesía era relativamente adecuada y realista, como muestra el siguiente ejemplo:
La Luna sigue a la Tierra,
La Tierra sigue al Sol,
El petróleo sigue nuestros pasos,
Y nosotros siempre seguiremos al Partido Comunista.
En un estado de práctica guerra civil a finales de la Revolución cultural, muchos chinos fueron enviados al campo bajo el lema "Arriba en las montañas, abajo en los campos" (en chino, 上山下乡 shàngshānxiàxiāng). El descontento de los deportados fue grande y muchos se sintieron desilusionados después de la Revolución cultural, que después, en todo el país, fue descrita como los "Diez años perdidos". de aquella época data una amplia poesía clandestina, escrita en condiciones extremas: Gu Cheng (en chino, 顾城 Gu Cheng) dice que comenzó a escribir sus poemas en una cochiquera, Bei Dao (en chino, 北岛) escribió sus primeras obras por la tarde, después de trabajar. 
Solo con la muerte de Mao Tse-tung, el arresto del Grupo de los cuatro, así como la apertura al oeste, las leyes se hicieron más laxas sobre las "exigencias culturales". La revista oficiosa "Hoy" (en chino, 今天 Jintian) ofreció una plataforma para estos sentimientos y poemas. El primer número se publicó con el poema seminal "La respuesta" (en chino, 回答 Huida), que puede ser considerado como un paradigma de la naturaleza oscura de la poesía brumosa. El verso "No creo" (en chino, 我不相信 wǒ bù Xiangxin) usada aquí se convirtió casi en expresión de moda de la época. La publicación de otros poemas semejantes inmediatamente inició un debate de un año de durción sobre la libertad del autor y del individuo y su compromiso con la sociedad, el estado y el partido.

## Elenco de poetas brumosos
- Bei Dao
- Bei Ling
- Chou Ping
- Duo Duo
- Fei Ye
- Gu Cheng
- Ha Jin
- He Dong
- Jiang He
- Mang Ke
- Shu Ting
- Tang Yaping
- Xi Chuan
- Yang Lian
- Zhang Zhen
- Yan Li